# A mountain mood
A mountain mood is een compositie van Arnold Bax.
Het is een van de eerste composities die Bax schreef voor zijn toen toekomstig muze pianiste Harriet Cohen, koosnaam Tania. Zij wordt door "To Tania who plays it perfectly" herdacht op het manuscript en "To miss Harriet Cohen" bij de publicatie. 
Het werd, een melodie met variaties moet ontspannen (simple) uitgevoerd worden in een gematigd tempo. 
In 2017 zijn er vijf opnamen beschikbaar:
- platenlabel ARP, The Matthay School, Harriet Cohen (historisch opname)
- platenlabel Lyrita: Iris Loveridge (historische opname uit 1958-1963)
- platenlabel Chandos: Eric Parkin (opname 1996)
- platenlabel Naxos: Ashley Wass (opname 2005)
- platenlabel EM Records: Duncan Honeybourne (opnamedatum onbekend)